# 和马
和马·米切尔（日语：ミッチェル和馬；2000年5月15日—），日裔美籍男歌手、模特。曾為日本男子音樂組合INTERSECTION成員。

## 演藝經歷
2017年参加“MEN'S NON-NO模特公开选拔赛”，获得第二名。
2018年，随INTERSECTION组合正式出道。
2019年，參加AbemaTV戀愛真人秀節目《別被狼醬所欺騙》。
2021年，参加腾讯视频中国国际男团竞演选秀节目《创造营2021》，3月8日宣布由家庭原因退赛。。6月21日，发行个人单曲《White Stallion》；。9月13日，推出首张个人EP《CODE LOVE》。
2022年3月31日，INTERSECTION活动无限期停止，和马与avex的合约也同时结束。同年5月24日宣布簽約中國龍韜娛樂，即將於中國正式出道。

## 早年经历
和马出生于美国纽约市。从4岁开始学习吹奏长笛。8岁时，移居日本接受教育，并自学日语。初中时期，加入爵士乐队并开始演奏萨克斯管。高中时期，与青山威廉、米卡、庆怜相遇，并组成了男子演唱组合INTERSECTION。畢業自哈佛大学。

## 音樂作品

### 《創造營2021》表演曲目
| 舞台类型               | 歌曲資料 |
| 初评级舞台             | 《Swim》 - 初評級舞台（組合） - 原唱者：Chase Atlantic - 合作演唱者：米卡、庆怜 《水星记》 - 初評級舞台（个人加试） - 原唱者：郭顶 |
| 第一次公演（小組競演） | 《破茧》 - 原唱者：张韶涵 - 合作演唱者：于洋、甘望星、井胧、诺言、都筑雄哉                                                         |
| 官方主題曲舞台         | 《我們一起闖》（中文） 《Chuang To-Gather Go！》（英文） - 原創歌曲 - 合作演唱者：全體學員                                         |
| 主题曲二创舞台         | 《Friends》 - 原创歌曲 - 合作演唱者：胡烨韬、力丸、赞多、奥斯卡、尹浩宇、于洋、周柯宇                                              |

## 影视作品
综艺
| 播出日期       | 頻道     | 節目名稱       | 備註   |
| 2021年2月－4月 | 騰訊視頻 | 《創造營2021》 | 參賽者 |